# Fernando Amorebieta
Fernando Gabriel Amorebieta Mardaras (Cantaura, 29 de março de 1985) é um ex-futebolista basco-venezuelano que jogava na posição de zagueiro. 

## Carreira
Filho de bascos que estavam a trabalho na Venezuela quando nasceu, Amorebieta cresceu desde os dois anos de idade no País Basco - fatores que lhe possibilitram ser aceito no Athletic Bilbao, após passagem pelo Baskonia.

## Seleção Espanhola
Integrou a Espanha sub-19 no Campeonato Europeu de Futebol Sub-19 em 2004. Foi convocado para a seleção principal para um jogo amistoso contra a Dinamarca mas ficou no banco.

## Seleção Basca
Jogou pela Seleção Basca de Futebol estreando justamente contra a Venezuela em 20 de junho de 2007.

## Seleção Venezuelana
Em 2006 expressou a vontade de defender a Venezuela. Pelas regras da FIFA da época, o jogador não poderia disputar por dois países antes dos 21 anos, mas esta regra foi revogada em 2009 e ele pode realizar esta intenção.
Estreou pela Vinotinto em 11 de outubro de 2011 contra a Argentina.

## Fim de carreira
Fernando amorebieta acabou a sua carreira em 2022 na equipa Iurretako KT/ Iurretako Kirol Taldea, División de Honor Vizcaya Gr.1

## Títulos
- Independiente

- Copa Sul-Americana: 2017
- Copa Suruga Bank: 2018

- Cerro Porteno
- • Campeonato Paraguaio: 2020
- Espanha Sub-19

- Campeonato da Europa Sub-19: 2004